# Trioceros bitaeniatus
Trioceros bitaeniatus е вид влечуго от семейство Хамелеонови (Chamaeleonidae). Видът не е застрашен от изчезване.

## Разпространение
Разпространен е в Демократична република Конго, Етиопия, Кения, Танзания, Уганда и Южен Судан.